# Smoky Wall
Smoky Wall är ett berg i Sydgeorgien och Sydsandwichöarna (Storbritannien). Det ligger i den nordvästra delen av Sydgeorgien och Sydsandwichöarna. Toppen på Smoky Wall är 1 840 meter över havet, eller 506 meter över den omgivande terrängen. Bredden vid basen är 3,9 km. Smoky Wall ingår i Salvesen Range.
Terrängen runt Smoky Wall är kuperad västerut, men österut är den bergig.  Trakten runt Smoky Wall är nära nog obefolkad, med mindre än två invånare per kvadratkilometer. Det finns inga samhällen i närheten. Trakten runt Smoky Wall består i huvudsak av gräsmarker.